# Karl-Heinrich Barthel
Karl-Heinrich Barthel (* 23. August 1905 in Neubrandenburg; † 19. August 1975 in Wittenberg) war ein deutscher Mediziner und Politiker (NSDAP, NDPD).

## Leben
Karl-Heinrich Barthel wurde als Sohn eines Volksschullehrers geboren und machte 1924 Abitur am staatlichen Gymnasium in Neubrandenburg. 1924 bis 1926 studierte er Medizin an der Universität Jena und 1926 bis 1929 in Berlin. Während seines Studiums wurde er 1924 Mitglied der Burschenschaft Arminia auf dem Burgkeller. 1935 bestand er die ärztliche Staatsprüfung. 1936 promovierte er in Berlin zum Dr. med. mit der 1936 gedruckten Dissertation Über die Maßregeln zur Sicherung und Besserung bei der Bekämpfung der Suchtkrankheiten. Nach praktischer Tätigkeit an der Universitätspoliklinik und am Institut für rechtliche Medizin trat er 1936 in den öffentlichen Gesundheitsdienst ein und legte 1938 das Kreisarzt-Examen ab. Anschließend war er Leiter der Gesundheitsämter in Aurich, Fraustadt, Jauer und Glogau.
Barthel trat zum 1. August 1932 in die NSDAP ein (Mitgliedsnummer 1.277.229), wurde Sanitäts-Sturmbannführer der SA, Kreisschulungsleiter der NSDAP und Kreisredner für Rassefragen. Von 1938 bis 1941 war er Vorsitzender der NSDAP-Kreisparteigerichts Fraustadt, danach wechselte er in dieser Funktion nach Jauer. Dort blieb er bis 1942.
Nach dem Zweiten Weltkrieg arbeitete Barthel von 1945 bis 1947 als Arzt im polnischen Kreiskrankenhaus in Głogów. Im Jahr 1947 ließ sich Barthel in Bernburg nieder, wo er bis 1951 als praktischer Arzt arbeitete. Er trat 1948 der NDPD bei und wurde Gründer des Kreisverbandes Bernburg. Barthel wurde 1951 Kreisarzt und Facharzt für Sozialhygiene beim Rat des Kreises Wittenberg. Ab 1954 war er für die NDPD Mitglied des Bezirkstages Halle und Nachfolgekandidat sowie von 1956 bis 1963 Abgeordneter der Volkskammer.

## Ehrungen
- Medaille für ausgezeichnete Leistungen (1952/53/55)
- Ehrenabzeichen der DSF, II. Stufe (1954)
- Ehrenzeichen der NDPD (1958)
- Ehrennadel der Nationalen Front (1958)
- Ehrenzeichen des DRK der DDR (1958)
- Vaterländischer Verdienstorden in Bronze (1960)[4]
- Ehrentitel Obermedizinalrat (1961)